# Cícero Almeida
José Cícero Soares de Almeida, ou apenas Cícero Almeida (Anadia, 8 de janeiro de 1958) é um radialista, cantor e político brasileiro filiado ao Partido Democrático Trabalhista (PDT). Foi prefeito de Maceió e deputado federal pelo estado de Alagoas, eleito em 2014 pelo PRTB. 
É um dos condenados no chamado Escândalo das Taturanas. Também foi condenado por irregularidades no contrato do Carnaval de 2008 em Maceió e é réu no Supremo Tribunal Federal por envolvimento na Máfia do Lixo de Maceió. Todas estes casos dizem respeito aos seus dois mandatos como prefeito da capital alagoana, entre 2005 e 2012.

## Carreira
Cícero Almeida atuou como repórter policial em diversas rádios e na TV Alagoas antes de ingressar na política. Seu primeiro cargo foi o de vereador em Maceió, para o qual foi eleito na eleição de 2000 pelo PSL. No pleito de 2002, já pelo PDT, foi eleito Deputado Estadual. Pelo mesmo partido, foi eleito prefeito de Maceió em 2004, apoiado pelo empresário sucroalcooleiro João Lyra, na época deputado federal pelo PTB, derrotando, em segundo turno, o candidato do PSB Alberto Sextafeira, apoiado pelo então governador Ronaldo Lessa e pela prefeita Kátia Born. 
Após a vitória, desfiliou-se do PDT por conflitos com o então presidente estadual do partido, Geraldo Sampaio, ingressando no PTB, partido de João Lyra, que apoiou sua eleição pra prefeitura. Porém, pouco depois, mudou-se para o PP, pelo qual foi reeleito em 2008 já em primeiro turno, com 81,5% dos votos válidos, o maior percentual entre os candidatos nas capitais do Brasil.. Posteriormente filia-se ao PEN, depois ao PSD e, por fim, ao PRTB, pelo qual elegeu-se Deputado Federal em 2014 com 64.435 votos.
Filiou-se novamente ao PSD em 2015 e, finalmente, ao PMDB em 2016. Votou a favor do impeachment de Dilma Rousseff.
Licenciou-se do cargo a partir de 25 de maio de 2016 pelo período de 122 dias, sendo 2 dias para tratamento de saúde e outros 120 por interesse particular, para cuidar de sua campanha à prefeitura de Maceió. sendo derrotado no segundo turno pelo candidato a reeleição, Rui Palmeira.
Em abril de 2017 votou contra a Reforma Trabalhista. Em agosto do mesmo ano, votou a favor do presidente Michel Temer, no processo em que se pedia abertura de investigação, e que poderia lhe afastar da presidência da república.
Em agosto de 2017, confirma sua filiação ao Podemos (PODE). Em março de 2018, ingressou no seu 11º partido, o PHS., se candidatando novamente a deputado estadual, porém, não logrando êxito em seu retorno a Assembleia Legislativa de Alagoas.
Em 2020 filiou-se ao Democracia Cristã, partido em que permaneceu até 2022, quando se filiou ao Progressistas.

## Controvérsias

### Taturanas
Almeida é um dos condenados na chamada Operação Taturana. Ele foi envolvido na parte que investiga empréstimos irregulares contraídos junto ao Banco Rural, do mesmo modo que Arthur Lira (na época Deputado Estadual, hoje Deputado Federal), Manoel Gomes de Barros Filho, Paulo Fernando dos Santos, o Paulão do PT (também ex-Deputado Estadual e hoje Federal), Maria José Pereira Viana (Ex-Deputada Estadual), Celso Luiz Brandão (à época Presidente da Assembleia Legislativa de Alagoas), João Beltrão (ainda hoje Deputado Estadual) e José Adalberto Cavalcante Silva (outro ex-Deputado). Todos tiveram seus direitos políticos suspensos e ficaram proibidos de contratar com o poder público por dez anos, além da perda de quaisquer funções públicas e ao pagamento de multa civil no mesmo valor do empréstimo contratado, mas recorreram das sentenças.

### Máfia do Lixo
Cícero Almeida é réu na Ação penal nº 956/2015, que investiga a chamada Máfia do Lixo de Maceió, um esquema de favorecimento a empresas de coleta do lixo por parte de Almeida quando prefeito entre 2005 e 2012. O esquema foi denunciado em 2005 pelo então vereador Marcos Alves, falecido em 2011. O prejuízo aos cofres públicos foi estimado em R$ 200 milhões. Investigações realizadas pelo Ministério Público Estadual nos anos de 2005 e 2006 concluíram que, ao invés de realizar licitação para contratação da empresa encarregada da coleta de lixo na cidade, a prefeitura forjou a renúncia da Construtora Marquise S/A ao contrato vigente e fabricou uma emergência para justificar a celebração de contrato com a Viva Ambiental e Serviços Ltda. 
Em Abril de 2016, O ministro Dias Toffoli, do Supremo Tribunal Federal, decidiu pelo desmembramento do processo. O relator do caso entendeu que as dispensas de licitações realizadas por Cícero Almeida em favor da empresa Viva Ambiental devem ser julgadas pela Corte Superior. O ministro determinou o desmembramento da ação penal, sendo que Almeida será julgado pelo STF por ser o único entre os réus com foro privilegiado, por ser Deputado Federal. Determinou ainda o encaminhamento dos autos para o Tribunal de Justiça de Alagoas para o prosseguimento da ação penal em relação aos demais réus.
Almeida será julgado pelos crimes tipificados nos artigos 89 e 92 da Lei 8.666/93, arts. 319 e 359-D do Código Penal, além dos crimes de responsabilidade previstos nos incisos V e XI do art. 1º do Decreto-Lei n° 201 /67. O artigo 92 específica: "Admitir, possibilitar ou dar causa a qualquer modificação ou vantagem, inclusive prorrogação contratual, em favor do adjudicatário, durante a execução dos contratos celebrados com o Poder Público, sem autorização em lei, no ato convocatório da licitação ou nos respectivos instrumentos contratuais [...]".

### Carnaval 2008
Almeida foi condenado por improbidade administrativa devido a irregularidade constatada no convênio celebrado para realização do Carnaval de 2008 em Maceió. A Justiça determinou perda da função pública, suspensão dos direitos políticos por 5 anos e proibição de contratar com o poder público. No entanto ele recorreu da sentença.
A ação, impetrada pelo Ministério Público Estadual, tem como alvo o contrato firmado entre a Fundação Cultural Cidade de Maceió e a organização não governamental Núcleo de Cultura Afro-Brasileira Iyá Ogum-té, para a realização do carnaval de 2008. O contrato, que de acordo com denúncia foi firmado "sem a observância das formalidades legais", estabelecia o montante de R$ 194.407,92 para que a entidade providenciasse toda a infraestrutura do evento. Só que dias antes da festa, em 24 de janeiro daquele ano, foi assinado um aditivo que aumentou em 158,1% o valor final repassado,  totalizando R$ 501.907,92 (um acréscimo de R$ 307.500,00). Isso sem a realização de licitação, o que juiz Manoel Cavalcante, da 18ª Vara Cível de Maceió, aponta como indício de irregularidade. Também tornaram-se réus o então presidente da Fundação Cultural Cidade de Maceió, Marcial Lima, e a organização não governamental contratada pela prefeitura.

### Infidelidade Partidária
O deputado é alvo de processo também no Tribunal Superior Eleitoral por infidelidade partidária, por ter trocado o PRTB pelo PSD fora da janela permitida pela legislação eleitoral. As oitivas aconteceram no dia 28 de março de 2016, em Brasília, e foram ouvidos o presidente nacional do PRTB Levy Fidélix, o presidente estadual Adeilson Bezerra e o próprio Cícero Almeida. A relatora do processo é a Ministra Luciana Lóssio. Almeida alega ter sido destituído abruptamente da direção partidária municipal e estadual, e por isso teria mudado de legenda, o que é negado pelo PRTB.

## Ligações Externas
- Perfil Oficial no portal da Câmara dos Deputados